# Israel Nesselius
Israel Nesselius, född 1667 i Enköpings-Näs socken, död 21 maj 1739 i Uppsala, var en svensk språkforskare.
Israel Nesselius var son till frälsebonden Johan Larsson. Han blev student vid Uppsala universitet 1687 och var kurator för Fjärdhundra nation där 1694, 1696–1698 och 1724–1739. Han hade dock svårt att fiansiera studierna och gjorde flera avbrott för arbete som informator. Han reste efter att på 1690-talet vunnit magistergraden utomlands med friherre Erik Sparre och befann sig vid utbrottet av Stora nordiska kriget i Paris. Han återvände då hem till Sverige men reste kort därefter åter utomlands som informator åt Carl Gustaf Hildebrand. Under resan avled Hildebrand 1701 i England. 1701 och 1702 studerade Nesselius vid universitetet i Leiden. 
Vid återkomsten till Sverige sökte Nesselius tjänster vid Uppsala universitet men fick inga, i stället blev han 1705 professor i grekiska och orientaliska språk vid Åbo akademi. Motståndare till utnämningen var prokanslern Johannes Gezelius den yngre som 1707 lyckades få hans professur flyttad till en i vältalighet. Gezelius anklagade Nesselius för att vara oengagerad i religiösa frågor och för att hysa sympati för pietismen då han inte delade Gezelius' ortodoxi. Nesselius var från 1709 inspektor vid Österbottens nation och rektor vid universitetet 1711–1712. Då Åbo ockuperades av ryssarna 1713 flydde han till Sverige. 1716 utsågs Nessenius till professor i grekiska vid Uppsala universitet. Han var dekanus vid filosofiska fakulteten där 1725, 1729 och 1734 samt rektor för universitetet vårterminen 1720, höstterminen 1727 och vårterminen 1732.